# پله وینیگار
پله وینیگار (دانمارکی: Pelle Hvenegaard؛ زادهٔ ۲۹ اوت ۱۹۷۵) بازیگر، روزنامه‌نگار و مجری تلویزیون اهل دانمارک است. وی از سال ۱۹۸۹ میلادی تاکنون مشغول فعالیت بوده‌است.
از فیلم‌ها یا برنامه‌های تلویزیونی که وی در آن نقش داشته‌است می‌توان به پله فاتح اشاره کرد.